# 死之島 (拉赫曼尼諾夫)
《死之島》（英語：Isle of the Dead）是俄國作曲家拉赫曼尼諾夫的一首交響詩，於1908-1909年期間於德累斯頓完成，本作品被視為俄國於二十世紀初的後期浪漫主義音樂的代表作之一。樂曲取自阿諾德·勃克林於1880年所繪畫的同名作品。1907年，作曲家在巴黎時看到了《死之島》的黑白版本（1884年的第4版本，已於第二次世界大戰時於柏林被炸毀），從而引發起創作本曲的意念。
樂曲題獻於拉赫曼尼諾夫的好友音樂家斯特魯維（Struve, Nikolay Gustavovich ）。於1909年5月1日（即儒略曆4月18日）於莫斯科作首演。

## 配器
- 木管樂器：短笛、3長笛（第3長笛兼任短笛）、2雙簧管、英國管、2單簧管、低音單簧管、2巴松管、低音巴松管
- 銅管樂器：6圓號、3小號、3長號、大號
- 敲擊樂器：定音鼓、大鼓、鈸
- 絃樂器：第1小提琴、第2小提琴、中提琴、大提琴、低音提琴、豎琴

## 樂曲分析
博浩出版社（Boosey & Hawkes）所出版的總譜標示全曲演奏時間約為19分鐘。但一般的商業錄音大都比建議時間為長，介於22至25分鐘之間。
樂曲的開首部份以 
 節奏展開，低音絃樂、豎琴及定音鼓等的上下節奏有如船艣的擺動和海面上的波浪，與當時音樂作品中慣常使用船歌的 
 節奏有所不同，營造出一種帶有葬禮般的氣氛之餘，又未至於達致毛骨悚然或離奇怪誕的感覺，其中作曲家把5拍子的節奏不斷以（3+2）或（2+3）方式轉換，以營造顛簸不穏的效果，同時間，作曲家常採用的「末日經」開首四個音所構成的音樂動機不斷若隠若現地在各樂器中穿插着。中段轉為 
，先由寧靜的氣氛開始，逐漸地氣份變得激動和狂野，在fff的齊奏下，中提琴的顫音引伸至結尾部份，第二小提琴同樣以顫音中奏出「末日經」音樂動機，節奏改為 ，其餘的絃樂器、豎琴及單簧管則在弱拍中奏出和弦，圓號則輪流吹奏增值節奏的末日經音樂動機，但不久後小提琴的顫音引來 
 樂段和 
 節奏群之間的互相糾纏，最終 
 的船艣擺動和波浪節奏動機重新主導樂曲，且在平靜中完結。

## 延伸阅读
- Rodda, Richard E. .   [2007-07-07]. （原始内容存档于2005-12-19）.
- Wehrmeyer, A. (2006), Rakhmaninov, London: Haus Publishing.

## 外部連結
- 拉赫曼尼諾夫《死之島》，作品29：国际乐谱典藏计划上的乐谱

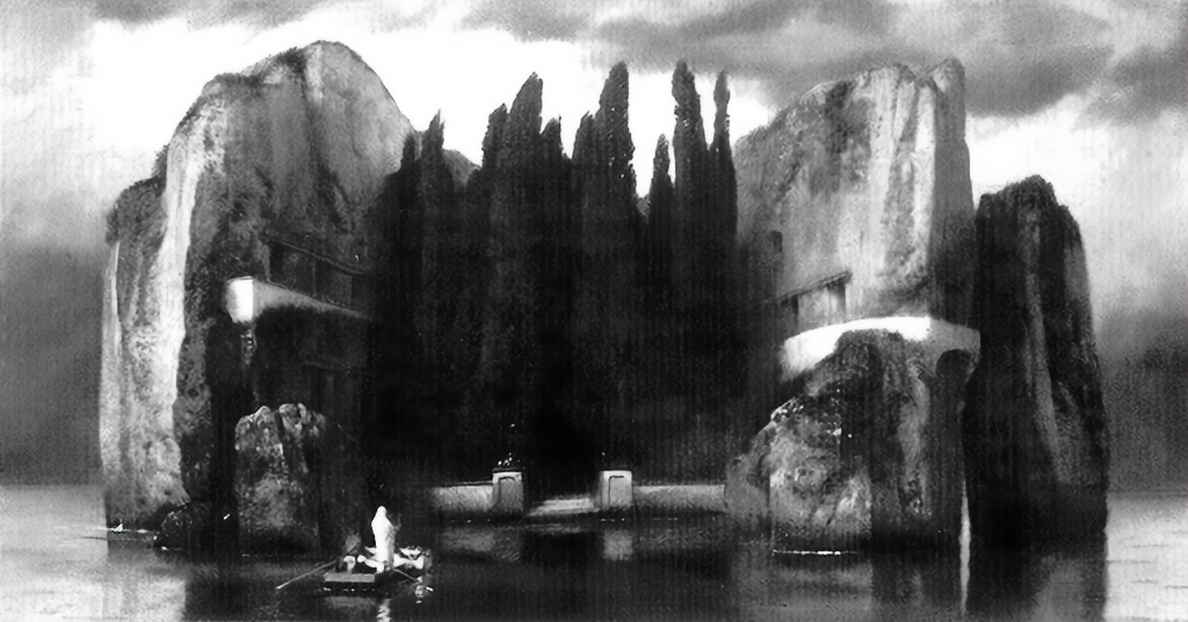
觸發拉赫曼尼諾夫譜曲、勃克林的《死之島》第4版本。

- Timothy Judd: 'Rachmaninov’s “Isle of the Dead”: A Tone Poem in Black and White' （页面存档备份，存于）（英文）
- 洛杉機管弦樂團《死之島》簡介。 （页面存档备份，存于）（英文）